# Myristica rumphii
Myristica rumphii är en tvåhjärtbladig växtart som först beskrevs av Carl Ludwig von Blume, och fick sitt nu gällande namn av André Joseph Guillaume Henri Kostermans. Myristica rumphii ingår i släktet Myristica och familjen Myristicaceae. Utöver nominatformen finns också underarten M. r. florentis.